# 이순관
이순관(李順觀, ? ~ 1728년 3월 27일)은 조선 후기의 인물로 이인좌의 난에 가담한 인물이며, 한성 지역에서 괘서를 돌렸다. 당색으로는 남인 계열이었다. 송곡 이서우의 서자였다. 본관은 우계이다.
이인좌의 난에 가담한 민관효의 처남이면서, 동시에 이인좌의 난에 가담한 신광원은 그의 처남이었다.

## 생애
증조부는 이길남이고 할아버지는 이경항이며, 아버지는 현종, 숙종대의 남인 중진 문신 이서우이다. 그러나 그는 첩의 아들이었고, 친 형제로는 이익관, 민관효에게 출가한 누이 1명 등이 있었다.
이인좌의 난 당시 괘서(卦書)하였다. 민관효(閔觀孝)의 사주를 받아 이유익(李有翼)과 함께 방문(榜文)을 걸었다.
형 이익관의 공초에 의하면 이유익(李有翼)과 내통하여 괘서를 짓고 민관효에게 보인 뒤에 이유익에게 알렸다고 한다. 1728년(영조 5) 3월 의금부에 투옥되어 3월 27일 낙형(烙刑)을 가하자 자신이 괘서하였음을 시인하였다. 그의 친형 이익관은 이순관을 붙잡아 바치려 했으나 형제 사이여서 차마 하지 못하였다 한다. 그는 이익관에게 '영웅(英雄)들이 창기(倡起)하여 축록(逐鹿)213) 하려는 마음이 이러하니, 공(功)이 있을 것이다.' 하였다.
그해 3월 28일 사헌부대사헌(大司憲) 이하원(李夏源)이 이순관의 적형(嫡兄)·적질(嫡姪)을 아울러 잡아다 정상을 알았던 율(律)을 시행할 것을 상주, 영조는 국청에서 나문하도록 지시하였다.
1728년 4월 3일 그의 적형 이홍관은 공초에서 "17일에 이익관(李翼觀)이 울면서 이순관이 흉역(凶逆)의 일을 한 것을 고하면서 장차 집안을 모두 멸망시킬 것이라고 하기에, 신이 관가(官家)에 고발하려고 한 지가 여러 번이었으나 검극(劍戟)이 길에 가득차서 두려웠기 때문에 감히 즉시 고발하지 못하였습니다."하였다. 이홍관은 공술 후 바로 참형당하였다.
6월 1일 이유익(李有翼)의 공초(供招)에 '경중(京中)에서 괘서(掛書)한 적(賊)은 곧 이서우(李瑞雨)의 첩자(妾子)이고 민관효(閔觀孝)의 처남인데 이는 바로 이순관(李順觀)·이익관(李翼觀)이다.', 이어 '역적 이익관의 공초에 '당초 흉악한 말을 한 자는 이유익·박필현(朴弼顯)이며, 민관효가 이익관에게 괘서하는 일을 시키며 말하기를, 「그대들이 이 일을 하면 좋은 벼슬을 얻을 것이다.」 하였으며, 이익관이 글을 짓고 이순관이 썼으며, 2월 22일 날이 밝기 전에 성안에 들어가 서소문(西小門)에 그 글을 걸었으며, 이순관이 그 글을 민관효에게 보이고 민관효가 이유익에게 말하였는데, 이순관은 곧 역적 신광원(愼光遠)의 매부입니다.'하였다.
1728년(영조 5) 4월 22일 능지처사(凌遲處死)에 처하고 재산을 적몰(籍沒)하였다.

## 가계
- 아버지 : 이서우(李瑞雨, 1633년 - 1709년)
- 동생 : 이익관(李翼觀).
  - 형제 : 이관상(李觀上)
  - 형제 : 이현관(李顯觀)
  - 매부 : 민관효
  - 매부 : 황팽로(黃彭老)
- 부인 : 거창신씨, 신광원(愼光遠)의 누이
  - 양 아들 : 이철강(李鐵剛, ? ~ 1745년 11월 28일, 형 이익관의 아들)
  - 조카 : 이계강(李戒剛)
- 장인 : 신원상(愼元祥, 1662년 ~ 1728년) 또는 원상(元相), 거창인
  - 처남 : 신광원(愼光遠, ? ~ 1728년)
    - 처조카 : 신흥종(愼興宗, 1712년 ~ 1728년)

## 같이 보기
- 이인좌의 난
- 이익관
- 민관효
- 이서우

## 웹 사이트
- http://sillok.history.go.kr/